# Prix Grace-Murray-Hopper
Le prix Grace-Murray-Hopper est un prix de l'Association for Computing Machinery (ACM) créé en 1971. Il récompense un informaticien ou une informaticienne pour une contribution exceptionnelle à l'informatique faite avant l'âge de 35 ans. Il porte le nom de Grace Hopper, pionnière dans les domaines de la programmation et de la compilation.

## Lauréats

### Années 1970
- 1971 Donald E. Knuth pour la publication en 1968 (à l'âge de 30 ans) du premier volume de son traité monumental sur la programmation informatique : The Art of Computer Programming[1].
- 1972 Paul H. Dirksen (en)[2], Paul H. Cress (en)[3] pour la création du compilateur WATFOR. C'est le premier membre d'une nouvelle famille d'outils de programmation ayant un but éducatif et de diagnostic.
- 1973 Lawrence M. Breed (en)[4], Richard H. Lathwell (en)[5], Roger Moore (en)[6] pour leurs travaux dans la conception et l'implémentation de l'APL/360, qui établit de nouvelles normes dans la simplicité, l'efficacité, la fiabilité et les temps de réponses des systèmes interactifs (IHM).
- 1974 George N. Baird (en) pour son développement d'un système de validation des compilateurs de l'implémentation du langage COBOL de l'US Navy[7].
- 1975 Allan L. Scherr (en) pour ses recherches pionnières dans l'analyse de performance des systèmes informatisés à temps partagé[8].
- 1976 Edward H. Shortliffe (en) pour ses recherches innovantes qui sont incarnées dans son système expert MYCIN. MYCIN utilisait de l'intelligence artificielle pour identifier les bactéries responsables dans les infections sévères et recommandait les antibiotiques à prendre ainsi que leur posologie. En créant MYCIN, Shortliffe a utilisé ses connaissances en médecine en collaboration avec ses recherches dans la conception des systèmes experts pour produire un programme facile à utiliser et à étendre pour les médecins[9].
- 1977 Aucun prix n'a été délivré cette année-là.
- 1978 Raymond Kurzweil pour sa conception d'une machine à lire pour les aveugles. La machine de Kurzweil pèse aux alentours de 36 kg. Elle envoie des rayons lumineux sur les pages imprimées puis convertit la lumière réfléchie en données numériques analysées dans un ordinateur embarqué et enfin transforme ces données en synthèse vocale. La création de cette machine a permis à Kurzweil d’être un des pionniers dans le domaine de la reconnaissance optique de caractères[10].
- 1979 Steve Wozniak pour ses nombreuses contributions dans le domaine de la micro-informatique et en particulier, pour ses avancées matérielles et logicielles lors de la conception de l'Apple I[11].

### Années 1980
- 1980 Robert M. Metcalfe (en) pour son travail de le développement des réseaux locaux, spécifiquement son travail sur Ethernet[12].
- 1981 Daniel S. Bricklin (en) pour sa contribution à l'informatique personnelle et, en particulier, à la conception de VisCalc. Les efforts de Brickin dans le développement de la "calculatrice visuelle" fournissent l'excellence et l'élégance qu'ACM vise à soutenir à travers des activités telles que le programme de remise des prix [13].
- 1982 Brian Reid (en) pour ses contributions dans le domaine des systèmes informatisés produisant du texte et de composition typographique, spécifiquement le langage Scribe_(markup_language) (en) qui représente une avancée majeure dans ce domaine. Il incarne plusieurs innovations basées sur la recherche en informatique dans les systèmes à base de connaissances et de traitement de texte informatique. L'impact de Scribe a été considérable en raison de l'excellente documentation et les efforts de Reid pour répandre le système[14].
- 1983 Aucun prix n'a été délivré cette année-là.
- 1984 Daniel Henry Holmes Ingalls, Jr. pour son travail au Xerox PARC où il a été une force majeure à la fois technique et inspirationnelle, dans le développement du langage de programmation Smalltalk et ses utilisations graphiques. Il est le concepteur de l'opération Bit blit (en) qui est maintenant largement utilisée dans les applications graphiques. Aussi, ses travaux de recherches ont radicalement changé les points de vue de l'industrie informatique sur la façon de rendre un ordinateur accessible [15].
- 1985 Cordell Green (en) pour avoir établi plusieurs aspects clés de la base théorique de la programmation logique et pour avoir fourni un logiciel de démonstration automatique de théorèmes. Ses contributions fournissent une base théorique pour la programmation logique et le Prolog[16].
- 1986 William N. Joy pour son travail dans le développement du système d'exploitation Unix de Berkeley en tant que concepteur et intégrateur. Ce travail lui a permis d'implémenter beaucoup de fonctions avancées comme la mémoire virtuelle, le C shell, l'éditeur de texte vi et le réseau du système[17].
- 1987 John Ousterhout pour sa contribution dans la conception assistée par ordinateur des circuits VLSI[18].
- 1988 Guy L. Steele Jr. pour sa contribution générale au développement du journal informatique Higher Order Symbolic Programming et principalement pour ses avancées de la portée lexicale dans LISP[19].
- 1989 Danny Hillis pour ses travaux de recherche sur les algorithmes de parallélisme de donnée et pour la conception, l'implémentation et la commercialisation des Connection_Machine (en)[20].

### Années 1990
- 1990 Richard Stallman pour son travail innovant dans le développement de l'éditeur extensible Emacs[21]
- 1991 Feng-hsiung Hsu pour ses contributions dans l'architecture et les algorithmes des machines à jouer aux échecs. Son travail conduit à la création de Deep Blue, qui est la première machine à battre un Grand Maître et à obtenir une certification de niveau Grand Maître aux échecs[22].
- 1992 Aucun prix n'a été délivré cette année-là.
- 1993 Bjarne Stroustrup pour avoir jeté les bases du langage de programmation C++. Ses efforts continus ont permis au C++ de devenir un des langages de programmation les plus influents de l'histoire de l'informatique[23].
- 1994-1995 Aucun prix n'a été délivré ces années-là.
- 1996 Shafi Goldwasser pour ses travaux sur le Calcul, l'aléatoire et les systèmes de preuves interactives qui ont façonné les fondements de la Théorie de la complexité (informatique théorique), la Théorie algorithmique des nombres et de la cryptographie. Ce travail est une influence continue sur la conception des protocoles de communication sécurisés. Il a aussi des applications pratiques dans le développement des réseaux sécurisés et des systèmes informatiques[24].
- 1997-1998 Aucun prix n'a été délivré ces années-là.
- 1999 Wen-mei Hwu (en) pour la conception et la mise en œuvre de l'infrastructure de compilation IMPACT. Elle a été largement utilisée à la fois par l'industrie du microprocesseur et par le milieu universitaire pour la recherche et le développement de pointe dans l'architecture de l'ordinateur et la conception de compilateurs[25].

### Années 2000
- 2000 Lydia Kavraki pour son travail dans l'approche « probabilistic roadmap » qui a entraîné un changement de paradigme dans le domaine de la planification de mouvement ; et qui a de nombreuses applications en robotique, en fabrication, en nanotechnologie et en bio-informatique[26].
- 2001 George Necula (en) pour son travail sur le concept et la mise en œuvre du mécanisme "Proof Carrying Code", qui a eu un grand impact dans le domaine des langages de programmation et des compilateurs et a donné une nouvelle direction à la démonstration automatique de théorèmes[27].
- 2002 Ramakrishnan Srikant pour son travail innovant sur les règles d'association dans le domaine du data mining, qui sont aujourd'hui centrales dans le domaine et sont présentes dans les cours de base de données et de data mining[28].
- 2003 Stephen W. Keckler (en) pour son analyse novatrice dans les architectures haute performance pour microprocesseur et sur les méthodes nécessaires pour maintenir les tendances d'amélioration de la performance de ceux-ci ainsi que sur les implications de conception des futures architectures haute performance des microprocesseurs[29].
- 2004 Jennifer Rexford pour les modèles, algorithmes et systèmes qui assurent un routage stable et efficace sur Internet sans recourir à une coordination mondiale[30].
- 2005 Omer Reingold pour avoir trouvé un algorithme déterministe qui utilise un espace de taille logarithmique pour résoudre les problèmes de ST-connectivité dans les graphes non orientés[31].
- 2006 Dan Klein (en) pour la conception d'un système capable d'apprendre une grammaire anglaise de bonne qualité à partir d'un texte[32].
- 2007 Vern Paxson pour son travail dans la mesure et la caractérisation du réseau Internet[33].
- 2008 Dawson Engler (en) pour son travail pionnier sur la vérification automatisée du code source d'un programme informatique et la recherche de bug[34].
- 2009 Tim Roughgarden pour sa recherche associant la théorie des jeux et l'informatique, pour analyser le routage dans les réseaux[35]. Ce domaine est aujourd'hui appelé théorie algorithmique des jeux.

### Années 2010
- 2010 Craig Gentry, pour sa création d'un cryptosystème de chiffrement totalement homomorphe. Ce genre de système permet de faire des opérations sur les données chiffrées sans qu'elle soit déchiffrées au préalable[36].
- 2011 Luis von Ahn, pour sa recherche sur l'interaction homme-machine, en particulier en identifiant les tâches calculatoires pour lesquelles les humains peuvent aider les ordinateurs (comme le travail sur les images)[37].
- 2012
  - Martin Casado (en), pour son travail de création du mouvement SDN, un nouveau paradigme dans la recherche, et pour l'utilisation des réseaux informatiques qui fournit une alternative logicielle aux composants réseau matériel traditionnels[38].
  - Dina Katabi pour sa contribution fondamentale à la théorie et aux pratiques de contrôle de congestion du réseau et de l'allocation de la bande passante[39].
- 2013 Pedro Felipe Felzenszalb (en), pour ses contributions aux problèmes de la détection d'objets dans les images. Ces recherches ont un impact fort dans les domaines de la vision par ordinateur et de l'apprentissage automatique[40].
- 2014 Sylvia Ratnasamy, pour son travail précurseur sur les tables de hachage distribuées. Une contribution fondamentale à la conception des systèmes informatiques distribués décentralisés à grande échelle[41].
- 2015 Brent Waters (en), pour son travail sur le chiffrement par attributs. Il s'agit d'un type de chiffrement asymétrique qui permet un contrôle d'accès à une partie de l'information chiffrée en fonction d'attributs spécifiques dans la clé du destinataire.
- 2016, Jeffrey Heer (en), pour ses travaux sur l'analyse de données, et leurs visualisation.
- 2017, Amanda Randles (en), pour le développement de HARVEY, une simulation de dynamique des fluides, utilisée pour modéliser les flux sanguins.
- 2018, Constantinos Daskalakis et Michael J. Freedman (en). Daskalakis reçoit le prix pour ses travaux en théorie algorithmique des jeux et Freedman pour ses travaux sur les bases de données et les systèmes distribués.
- 2019, Maria-Florina Balcan (en), pour ses travaux en intelligence artificielle, notamment sur l'apprentissage actif[42].

### Années 2020
- 2020 Shyam Gollakota[43]
- 2021 Raluca Ada Popa[44]
- 2022 Mohammad Alizadeh[45]
- 2023 Prateek Mittal[46]